# ژوزف مری
جوزف مری (به انگلیسی: Joseph Méry)، تولد:۱۷۹۷ - مرگ:۱۸۶۶، نویسنده، روزنامه‌نگار، شاعر، نمایشنامه نویس فرانسوی و پیرو مکتب رمانتیک است.

## نمونهٔ آثار
- شب‌های لندن، ۱۸۴۰
- شب‌های اسپانیا، ۱۸۵۴
- شب‌های مشرقی، ۱۸۵۴
- شب‌های پاریس، ۱۸۵۵